# Darney
Darney é uma comuna francesa na região administrativa do Grande Leste, no departamento de Vosges. Estende-se por uma área de 7.92 km². Em 2010 a comuna tinha 1 131 habitantes (densidade: 142,8 hab./km²).